# Arene bairdii
Arene bairdii is een slakkensoort uit de familie van de Areneidae. De wetenschappelijke naam van de soort is voor het eerst geldig gepubliceerd in 1889 door Dall.